# Servidor de Minecraft
Un servidor de Minecraft es un servidor multijugador operado y administrado por un jugador o una empresa. En este contexto, el término "servidor" a menudo se refiere coloquialmente a una red de servidores conectados entre sí, en lugar de a una sola máquina.
Los servidores multijugador de Minecraft son operados por personas conocidas como administradores, que tienen acceso a los comandos del servidor, a la configuración de la hora del día y la habilidad de teletransportar a los jugadores. Los administradores también pueden configurar el servidor para cambiar las mecánicas de este, agregar comandos distintos a los existentes en el juego, entre otras características, así como imponer restricciones con respecto a qué nombres de usuario o direcciones IP pueden o no ingresar al servidor.

## Historia
El modo multijugador de Minecraft se agregó el 31 de mayo de 2009, durante los primeros días de desarrollo del juego. El servidor de Minecraft más antiguo del que se tenga registro es llamados MinecraftOnline, fundado el 4 de agosto de 2010, cuyo mapa es conocido como Freedonia.
En 2013, Mojang anunció Minecraft Realms, un servicio de alquilamiento para alojar servidores privados fundados por los jugadores sin necesidad de montar una red propia. A diferencia de un servidor estándar, solo jugadores autorizados por el administrador pueden unirse a los servidores de Realms, y estos servidores no usan direcciones IP. En la E3 2016, se anunció que Realms integraría el crossplay entre Windows 10, iOS y plataformas Android a partir de junio de 2016.
En junio de 2014, Mojang tomó acciones legales sobre el EULA de Minecraft Java, para evitar que los servidores hicieran microtransacciones que "afectaran injustamente la jugabilidad", tales como elementos pay-to-win, solo permitiendo a los servidores solamente vender por dinero elementos cosméticos. Múltiples servidores cesaron sus operaciones debido a esta decisión.
El 20 de septiembre de 2017, se publicó la actualización Better Together Update para las ediciones de Minecraft de consola, celular y Windows 10, con la que se agregó la pestaña de servidores destacados con servidores multijugador, tales como Mineplex, Lifeboat, CubeCraft, Mineville City o The Hive.

## Administración
La administración de un servidor de Minecraft es un trabajo de tiempo completo para los propietarios de algunos de ellos. Múltiples servidores grandes poseen un equipo de desarrolladores, gerentes y artistas. En 2014, el servidor Shotbow informó que tenía un staff conformado por tres empleados trabajando a tiempo completo y otros cinco a tiempo parcial; Matt Sundberg, dueño del servidor, aseguró en una entrevista con Kotaku que "los servidores grandes son increíblemente caros en tiempo y dinero de mantener". Según Chad Dunbar, fundador de MCGamer, "realmente cuesta mucho dinero mantener un servidor en el que juegan más de 1000 jugadores simultáneos". Esto incluye salarios, hardware, ancho de banda y protección contra ataques DDoS, por lo que los gastos mensuales pueden llegar a costar miles de dólares. Dunbar declaró que MCGamer, que ha tenido más de 50.000 jugadores diarios, tiene gastos que pueden estar "muy por encima de las cinco cifras" por mes. A partir de 2015, los gastos de Hypixel, el servidor más grande, son casi $ 100,000 por mes.  Muchos servidores venden rangos y cosméticos en el juego para pagar sus gastos.

## Software
El software ofrecido por Mojang para los servidores de Minecraft es mantenido junto al software para los usuarios particulares. Si bien los servidores deben actualizarse para poder soportar las funcionalidades que añaden las nuevas actualizaciones, existen muchos tipos diferentes de software para servidores modificado. Si bien el software vanilla de Minecraft Bedrock es compatible solamente con Ubuntu y Windows, hay modificaciones que permiten una mayor compatibilidad.
Entre las implementaciones de terceros más conocidas se encuentran:

### Basadas en Java
- Bukkit, proyecto para implementar un servidor de Minecraft y una API para desarrollar mods, publicada bajo la licencia GNU GPL

- Spigot, bifurcación de Bukkit para continuar su desarrollo[14]

- Paper, bifurcación de Spigot para proporcionar más optimizaciones
- Folia, bifurcación de Paper para proveer optimizaciones mediante el uso de multihilo

- Glowstone, proyecto para implementar un servidor de Minecraft con soporte para la API de Bukkit/Spigot/Paper, publicado bajo la licencia MIT

- Sponge, API para implementar un servidor de Minecraft y desarrollar mods, publicada bajo la licencia MIT

- Minestorm, otra API para implementar un servidor de Minecraft y desarrollar mods, publicada bajo la licencia Apache

### Basadas en Bedrock
- Nukkit, implementación de un servidor de Minecraft: Pocket Edition[15] escrita en Java, publicada bajo la licencia GNU GPL

- Pocketmine-MP, API para implementar un servidor de Minecraft Bedrock escrita en PHP, publicada bajo la licencia GNU LGPL

- Altay, BetterAltay, y XPocketMP, bifurcaciones de Pocketmine-MP

### Otras piezas de software
- Forge, proyecto para proveer modificaciones a una instalación de servidor compatible y cliente de Minecraft, junto con una API para desarrollar mods, publicado bajo las licencias GNU GPL y GNU LGPL
- Fabric, otro proyecto para proveer modificaciones a servidor y cliente de Minecraft junto con su respectiva API, publicado bajo la licencia Apache
- BungeeCord, proxy inverso para interconectar varias instancias de servidor de Minecraft diferentes en un solo servidor, desarrollado por el equipo de Spigot y publicado bajo la licencia BSD de tres cláusulas
- Velocity, otro proxy inverso, desarrollado por el equipo de Paper y publicado bajo la GNU GPL
- Geyser, proxy inverso para permitir compatibilidad de clientes Bedrock con servidores Java, publicado bajo la licencia MIT
- ViaVersion, un plug-in para Spigot, Sponge, Paper, BungeeCord y Velocity para permitir a clientes de versiones anteriores acceder a servidores de versiones posteriores, desarrollado por el equipo de Spigot y publicado bajo la GNU GPL

En su contrato de licencia, Mojang permite la decompilación del bytecode y la consiguiente modificación del código fuente, con restricciones en su redistribución. Para facilitar la tarea, Mojang proporciona los mapas de ofuscación, el cual permite deofuscar los archivos JAR, del cual se puede obtener el código fuente, permitiendo su modificación y recompilación.

## Popularidad
El servidor de Minecraft más popular en la edición programada en Java es Hypixel, servidor en el que han jugado más de 14 millones de jugadores al menos una vez desde su apertura en abril de 2013, aproximadamente la mitad de todos los jugadores activos de aquella versión del juego. Otros servidores son incluyen MCGamer, abierto en abril de 2012, con más de 3,5 millones de jugadores que ha entrado al servidor al menos una vez; Wynncraft, abierto en abril de 2013, con más de 1 millón de jugadores que ha entrado al servidor al menos una vez; y Emenbee, abierto en 2011, que también tiene más de 1 millón de jugadores que ha entrado al servidor al menos una vez. Polygon declaró en 2014 que en servidores como Mineplex, Hypixel, Shotbow o HiveMC entran "más de un millón de jugadores únicos cada mes".

## Servidores importantes

### 2b2t
2b2t es uno de los servidores activos más antiguos de Minecraft, abierto en diciembre de 2010, el mapa del servidor es igualmente es también uno de los mapas para servidores más antiguos del juego. El servidor es un "servidor anárquico", que, en el contexto de Minecraft, se entiende como un servidor "con reglas escasas o nulas".

### Digital Jesuit
En 2019, el sacerdote católico y locutor de tecnología Robert Ballecer abrió un servidor de Minecraft organizado secularmente tras una publicación que hizo en Twitter. El objetivo, según el sacerdote, era proporcionar un entorno de juego menos tóxico. El servidor fue inmediatamente víctima de ataques DDoS .

### Hypixel
Hypixel es el servidor más popular de Minecraft; fue abierto públicamente en abril de 2013 por Simon Collins-Laflamme y Philippe Touchette.

### MinecraftOnline
MinecraftOnline (también abreviado como MCO) es el servidor más antiguo de Minecraft, fue creado por Eugene Hopkinson el 4 de agosto de 2010 y abierto al público 2 días después. Debido a que el mapa de juego nunca ha sido cambiado por algún otro, el mundo del servidor es el más antiguo del juego en funcionamiento.

### Mineplex
Mineplex fue un servidor de Minecraft fundado el 24 de enero de 2013 y cerrado el 16 de mayo de 2023, y uno de los seis servidores que posee relaciones comerciales directas con Mojang. En 2015, Mineplex obtuvo un récord Guinness por ser el servidor de Minecraft más popular del momento. Los Dallas Mavericks se asociaron con Mineplex en 2016 para crear un minijuego, Dallas Mavericks World, en el servidor. El minijuego fue publicado durante el verano de 2016.
El servidor experimentó una caída en popularidad a tal punto que su cierre fue anunciado el 16 de mayo de 2023, citando numerosas causas como problemas con el manejo de trucos de trampas o la feroz competencia que tenía. Sam Dawahare (más conocido como Samito), un streamer y exjugador profesional de Overwatch, quien fue uno de los administradores del servidor, anunció la compra total de éste por su parte, con la intención de, aseguró, «reorganizar y revivir el servidor».

### The Uncensored Library
The Uncensored Library es un mapa de Minecraft publicado en 2020 por Reporteros sin Fronteras como intento de eludir la censura en países que carecen de libertad de prensa. el mapa es jugable tanto en un servidor con el mismo nombre como en un mapa en modo Un jugador.
Ha aparecido en varios medios de comunicación como BBC, DW News, CNBC, CNN, Tech Crunch, The Verge, Gizmodo, Engadget, Mashable, y PC Gamer.

### Hermitcraft
Hermitcraft es un servidor privado solo por invitación y es uno de los más conocidos. Los miembros se conocen como "hermits" y crean contenido en varias plataformas, principalmente YouTube y Twitch. Hermitcraft ha sido presentado por Mojang en varios eventos en el pasado. También se sabe que el servidor trabaja con varias organizaciones benéficas como SOS Afrique y Make a Wish Foundation. Fue lanzado en abril de 2012 por Generikb. Tenían varias series vainilla y modificadas. Hermitcraft se encuentra actualmente en su décima temporada de vainilla. Actualmente, el servidor está administrado por Xisumavoid, quien fue uno de los miembros originales del servidor. Los miembros de los servidores de Hermitcraft son YouTubers populares de Minecraft que han sido reconocidos por otros "hermits" e invitados a unirse.

### Dream SMP
Dream SMP Server es un servidor de Minecraft multijugador de supervivencia privado propiedad de YouTuber Dream, lanzado en mayo de 2020. Lo operan Dream y otros destacados creadores de contenido de Minecraft, como GeorgeNotFound, Sapnap, TommyInnit, WilburSoot, Tubbo, Technoblade, Karl Jacobs y Quackity. El servidor está dividido en facciones y cuenta con juegos de rol intensos con eventos principales programados libremente con anticipación, y la mayoría de los otros elementos son improvisaciones, interpretadas en vivo en YouTube y Twitch. Cecilia D'Anastasio, escribiendo en Wired, ha descrito Dream SMP como una forma de teatro en vivo y como un "drama político maquiavélico", con más de un millón de personas sintonizando transmisiones en vivo a partir de enero de 2021.